# Fan-Tan
Fan-Tan, hay fantan (giản thể: 番摊; phồn thể: 番攤; bính âm: fāntān; Việt bính: faan1 taan1; nghĩa đen 'phân chia lặp đi lặp lại') là một trò chơi đánh bạc lâu đời ở Trung Quốc. Đó là một trò chơi may rủi thuần túy, chỉ dựa vào may mắn và ngẫu nhiên mà thắng cuộc. 

## Lịch sử

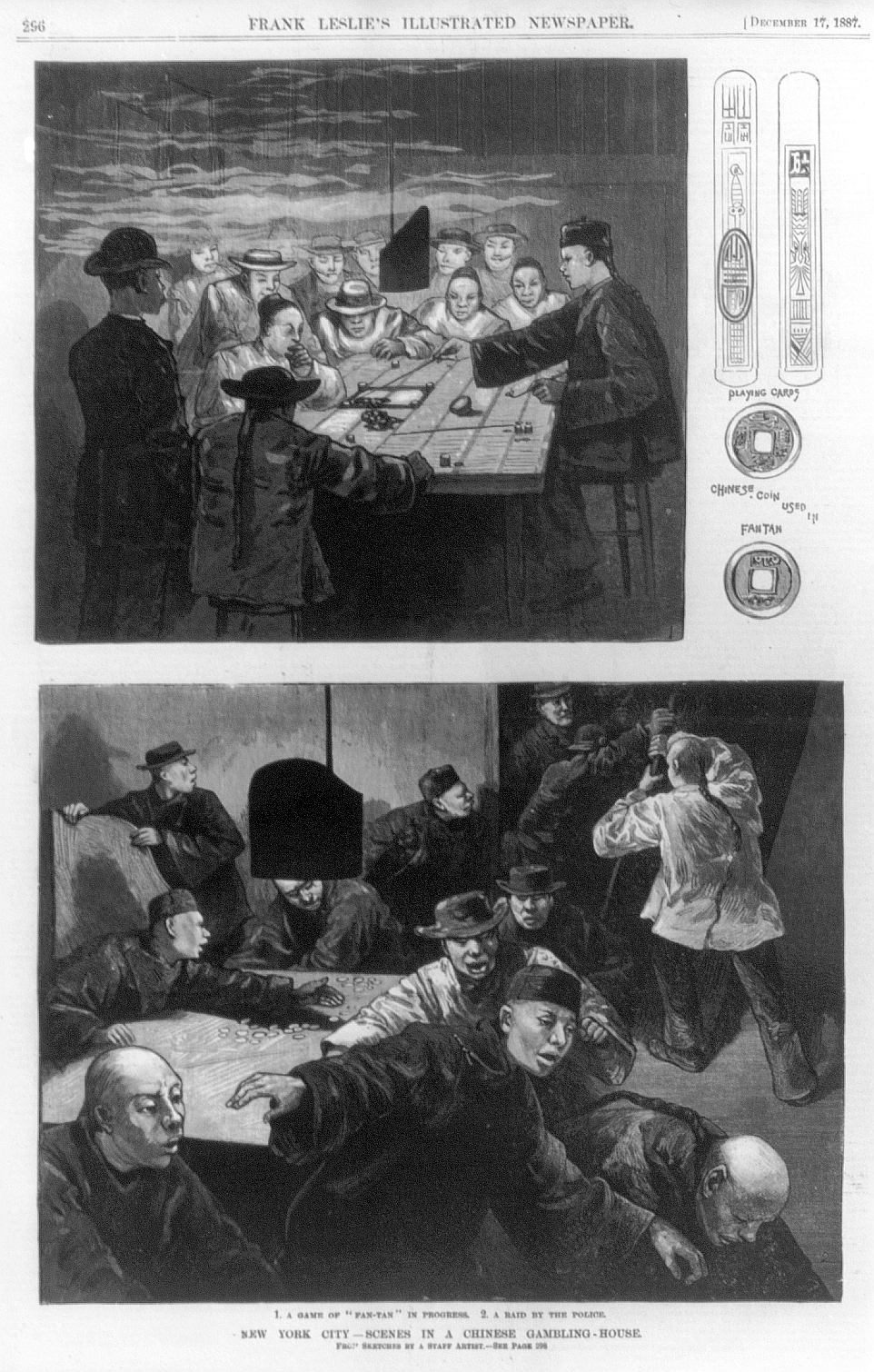
Một trang từ tờ Illustrated Newspaper của Frank Leslie mô tả một cuộc đột kích của cảnh sát vào một điểm đánh bạc đang chơi trò Fan-Tan tháng 12 năm 1887.

Fan Tan là trò chơi cá cược cổ xưa của Trung Quốc. Đến giai đoạn từ thế kỷ thứ III – thế kỷ IV, trò chơi này phát triển mạnh mẽ trong triều đại Nam–Bắc triều. Sau đó nó lan rộng khắp Hoa Nam trong triều đại nhà Thanh, đặc biệt trong thời kỳ Hậu Thanh.  Tên fantan chỉ có từ giữa thế kỷ 19. Trước đó, fantan được gọi là 掩錢; yǎnqián, 攤戲; tānxì, 攤錢; tānqián, hoặc 意錢; yìqián.. Trò chơi cũng được chơi ở Philippines dưới tên Capona.
Sau năm 1850, fantan lan rộng ra nước ngoài do tác dụng phụ của làn sóng di cư ồ ạt của Người Quảng Đông. Fan-tan rất phổ biến đối với người Hoa di cư ở Hoa Kỳ, vì hầu hết họ là Người Quảng Đông. Jacob Riis, trong cuốn sách nổi tiếng của mình về thế giới ngầm của New York, How the Other Half Lives (1890), đã viết : "Ngay khi những bước chân xuống bậc thềm đầu tiên, tiếng bàn tán xôn xao dừng lại, và nhóm các con bạc đang chơi  ngừng chơi. Fan tan là niềm đam mê thống trị của họ." Phố người Hoa rộng lớn ở San Francisco cũng là nơi có hàng chục ngôi nhà tổ chức trò Fan tan vào thế kỷ 19. Cựu ủy viên cảnh sát của thành phố Jesse B. Cook đã viết rằng vào năm 1889, Phố người Hoa có 50 sòng bạc, và rằng "trong 50 sòng bạc có trò chơi fan tan, các bàn được đánh số từ  đến 24, theo kích thước của căn phòng."
Bang California đã sửa đổi Mục 330 của Bộ luật Hình sự California vào năm 1885, thêm fan tan vào danh sách các trò chơi bị cấm;, vì fan-tan được coi là một tệ nạn khác biệt ngang với việc sử dụng thuốc phiện và nguyên nhân trực tiếp của tội trộm cắp tài sản và bạo lực. Các cuộc đột kích vào các tiệm fan-tan thường xuyên được đưa tin trên các bài báo đương đại. Tại San Jose, California, một lỗi đánh máy trong luật in tại địa phương đã dẫn đến một số người đặt cược bị bác bỏ các cáo buộc. Bất chấp sự bất hợp pháp của nó, người ta ước tính rằng có 100 sòng bạc có trò chơi fan-tan hoạt động ở Phố người Hoa rộng lớn ở San Francisco vào khoảng đầu thế kỷ 20.
Do các cuộc truy quét của cảnh sát, các sòng bạc có trò chơi fan-tan đã áp dụng các biện pháp an ninh hai lối vào: sau khi đi qua các cửa trên phố, người đặt cược sẽ phải đi qua một hành lang và một dãy cửa thứ hai bên trong. Nếu người bảo vệ canh gác ở các cửa bên ngoài không nhận ra người đặt cược tiềm năng hoặc người bảo vệ đã báo động trong trường hợp bị đột kích, thì các cửa bên trong, thường được gia cố chắc chắn bằng sắt, sẽ được đóng lại để phi tang, che giấu bằng chứng và chạy trốn.
Ngày nay, Fan-tan không còn phổ biến như trước, đã bị thay thế bởi các trò chơi sòng bạc hiện đại như Baccarat và các trò chơi truyền thống khác của Trung Quốc như Mạt chược và Bài cẩu. Fan-tan vẫn được chơi tại một số sòng bạc ở Ma Cao hoặc các Sòng bạc trực tuyến.

## Luật chơi
Trò chơi được điều hành bởi hai người: "tán kún" hoặc người chia bài, người đứng cạnh bàn ở vị trí số. 1, và "ho kún" (nhân viên thu ngân), người đứng bên trái của "tán kún". Tại các Sòng bạc trực tuyến, chỉ có một người chia bài do công việc thu ngân được tự động.
Luật chơi của trò này rất đơn giản, ở giữa bàn cược trong trò chơi sẽ được thiết kế một hình vuông. Mỗi phía thì phân ra thành 1, 2, 3, 4 để dễ dàng phân biệt. Người chia bài sẽ sử dụng một chiếc nắp đậy được làm từ đồng để tách ra lấy một số lượng khuy nút ngẫu nhiên. Người chơi có nhiệm vụ dự đoán số khuy nút còn dư trong hộp nắp đậy khi đã được chia đều cho 4. Đồng thời họ sẽ lựa chọn những phương thức đặt cược được hiển thị trong hình khối vuông tại bàn chơi. Sau khi tất cả người chơi đã tiến hành đặt cược xong thì Người chia bài sẽ lật nắp đậy ra. Sử dụng một que gạt bỏ một lượt 4 khuy nút áo cho tới khi số khuy còn lại bằng 4 hoặc dưới 4.
Số lượng khuy còn lại đó cũng chính là kết quả của ván chơi này. Nếu kết quả là 4 thì người chơi nào mà đặt vào số 4 sẽ chiến thắng. Hiện tại thì Fantan đã thay đổi khá nhiều so với cách chơi truyền thống kể trên. Ngoài Fantan thì còn có một số cách chơi khác như là: Nim, Kwok, NGA, SSH, Chẵn, Lẻ và Tài, Xỉu. Một biến thể khác của trò chơi là thay thế khuy nút bằng Xúc xắc; phần còn lại sau khi chia tổng số xúc xắc cho bốn được sử dụng để xác định các vị trí chiến thắng.

## Dụng cụ của trò chơi

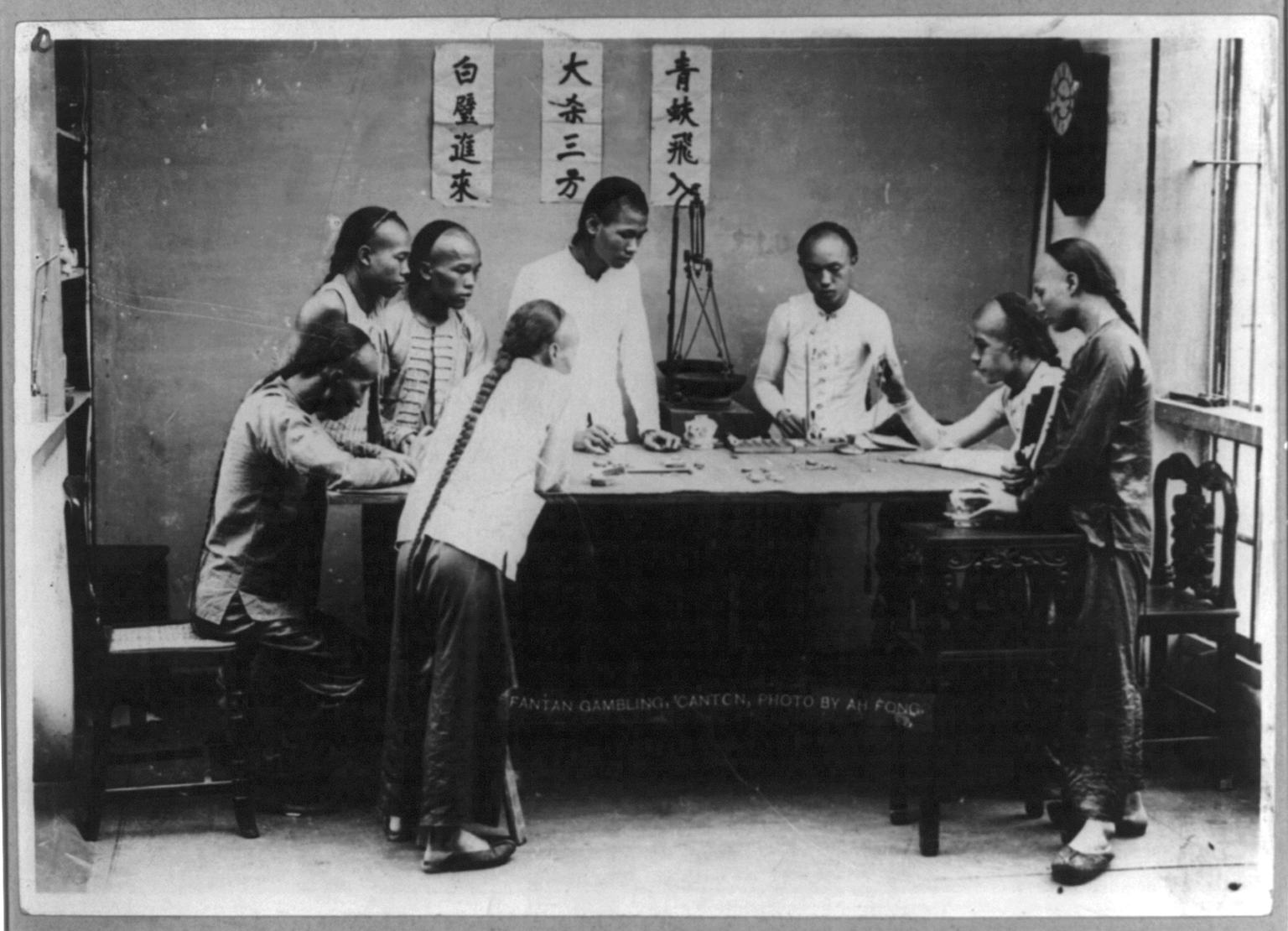
Nhóm người đang chơi Fan-tan tại Quảng Đông, Trung Quốc. Ảnh chụp của Lai Afong

Muốn chơi được Fantan thì bạn cần những đồ dùng, dụng cụ sau:
- Nhiều khuy nút
- Một chiếc nắp lớn kín để xào nút
- Một chiếc bát nhỏ lấy nút
- Một chiếc gậy gỗ để đếm nút
- Một chiếc bàn nhỏ

## Các loại cược
Fan-Tan sử dụng một hệ thống cá cược có tỷ lệ cược cố định. Nhóm tiền được sử dụng để thanh toán tiền cược là tổng số tiền đặt cược cho tất cả các vị trí, trừ đi hoa hồng nhà cái, dao động từ 5% đến 25% tùy thuộc vào thời gian và địa điểm. Bởi vì các giải thưởng được thanh toán hoàn toàn từ tiền cược, nhà cái luôn có lợi nhuận từ trò chơi này. Fan-tan có các loại cược như sau:
| A square diagram showing the different combinations of positions that may be bet in the gambling game Fan-Tan. |             |            |                                           | |
| Tên cược | Tỷ lệ thắng | Trả thưởng | Minh họa cược                             | Nội dung cược |
| 番 "Fan" | 1:4         | 3:1        | 1 2 4 3                                   | Bạn sẽ đặt cược vào một con số bất kỳ trong 4 số: 1, 2, 3, 4. Sẽ có 4 ô Fan tương ứng là 1 Fan, 2 Fan, 3 Fan, 4 Fan. Nếu bạn cược vào 1 Fan nào đó mà kết quả mở ra lại là Fan khác thì bạn sẽ thua. Khi chơi trên Sòng bạc trực tuyến, bạn có thể đặt cược bao nhiêu Fan tùy ý thích của mình. Tuy nhiên lời khuyên dành cho bạn là không nên đặt quá 2 fan nếu kết quả trả về không trùng vì bạn sẽ đền hết. Hoặc nếu có trùng 1 thì bạn vẫn sẽ lỗ. Tỷ lệ trả thưởng của cách cược Fan là: tiền cược x 2.85 |
| |             |            |                                           | |
| 紅 "Hong" | 1:4         | 1:1        | 214 123 143 234                           | Trong trò chơi hiện đại, cược "Hong" (hàng) thường được thay thế bằng hai cược ba số thay thế. (xem bảng chi tiết bên dưới) |
| 紅 "Hong" | 1:2         | 0:1        | 214 123 143 234                           | Trong trò chơi hiện đại, cược "Hong" (hàng) thường được thay thế bằng hai cược ba số thay thế. (xem bảng chi tiết bên dưới) |
| |             |            |                                           | |
| 角 "Kwok" | 1:2         | 1:1        | 1-2 1-4 1-3 2-4 2-3 3-4                   | Bạn đặt cược vào 2 con số. Trong đó, sẽ có 1 con số mà bạn tin là thắng. Khi bạn đặt cửa Kwok với 2 con số mà bạn thích thì đồng nghĩa 2 số còn lại bạn nghĩ rằng sẽ không trúng. Khi cược Kwok vào 2 con số bất kỳ, dù là số nào đi nữa thì bạn vẫn nhận được về tiền thưởng. Tỷ lệ trả thưởng của cách cược Kwok là: tiền cược x 0.95 |
| |             |            |                                           | |
| 念 "Nim" | 1:4         | 2:1        | 12 13 14 21 41 24 2 3 43 2 31 34          | Nim có nghĩa là bạn sẽ được đặt cược vào 2 con số. Trong đó sẽ có 1 con thắng và 1 con hòa. Nếu đặt cược cửa này thì bạn sẽ có thêm lựa chọn để bảo toàn cho số chip của mình. Tỷ lệ trả thưởng của Nim là: Tiền cược x 1.90 . Ví dụ minh họa: Nếu bạn cảm thấy thích con 4 Fan, 2 Fan và cảm giác rằng con 4 Fan sẽ có khả năng hơn thì đặt 4 Nim 2. Nếu về 4 bạn sẽ ăn tiền, nếu về con 2 bạn sẽ hòa và không thua ở ván đó.                                                                                |
| 念 "Nim" | 1:4         | 0:1        | 12 13 14 21 41 24 2 3 43 2 31 34          | Nim có nghĩa là bạn sẽ được đặt cược vào 2 con số. Trong đó sẽ có 1 con thắng và 1 con hòa. Nếu đặt cược cửa này thì bạn sẽ có thêm lựa chọn để bảo toàn cho số chip của mình. Tỷ lệ trả thưởng của Nim là: Tiền cược x 1.90 . Ví dụ minh họa: Nếu bạn cảm thấy thích con 4 Fan, 2 Fan và cảm giác rằng con 4 Fan sẽ có khả năng hơn thì đặt 4 Nim 2. Nếu về 4 bạn sẽ ăn tiền, nếu về con 2 bạn sẽ hòa và không thua ở ván đó.                                                                                |
| |             |            |                                           | |
| Chẵn Lẻ | 1:2         | 1:1        | Cược vào ô có chữ tương ứng trên bàn cược | Đối với Fantan, Chẵn là số 2, 4 và Lẻ là số 1, 3. Tỷ lệ trả thưởng của phương thức cược này là: Tiền cược x 0.95 |
| |             |            |                                           | |
| Tài Xỉu | 1:2         | 1:1        | Cược vào ô có chữ tương ứng trên bàn cược | Đối với Fantan, Tài sẽ được mặc định là số 3, 4 trong khi đó Xỉu là số 1, 2. Tỷ lệ trả thưởng của phương thức cược này là: Tiền cược x 0.95 |

### Cược 紅[k]"Hong" trong Fan-Tan hiện đại
|      | 1‑24 | 2‑41 | 1‑42 |      |
| 1‑23 |      |      |      | 1‑43 |
| 1‑32 |      |      |      | 1‑34 |
| 2‑31 |      |      |      | 3‑41 |
|      | 2‑34 | 2‑43 | 3‑42 |      |

|       | 4‑1‑2 |       |
| 1‑2‑3 |       | 3‑4‑1 |
|       | 2‑3‑4 |       |

## Tỷ lệ cược và tiền thắng
| Loại cược  | Số cược tối đa | Tỷ lệ cược thực sự | Tỷ lệ cược thực sự | Tỷ lệ cược thực sự | Tiền thắng (mất 5% tiền cược cho Sòng bạc) | Lợi nhuận ròng |
| Loại cược  | Số cược tối đa | Thắng              | Hòa                | Thua               | Tiền thắng (mất 5% tiền cược cho Sòng bạc) | Lợi nhuận ròng |
| ---------- | -------------- | ------------------ | ------------------ | ------------------ | ------------------------------------------ | -------------- |
| 番 Fan     | 4              | 1⁄4                | 0⁄4                | 3⁄4                | 3:1 (2:1)                                  | -0.0375        |
| 紅 Hong    | 4              | 1⁄4                | 2⁄4                | 1⁄4                | 1:1 (2:1)                                  | -0.0125        |
| 角 Kwok    | 6              | 3⁄6                | 0⁄6                | 3⁄6                | 1:1 (2:1)                                  | -0.0250        |
| Chẵn Lẻ    | 1              | 1⁄2                | 0⁄2                | 1⁄2                | 1:1 (0.95:1)                               | -0.0250        |
| Tài Xỉu    | 1              | 1⁄2                | 0⁄2                | 1⁄2                | 1:1 (2:1)                                  | -0.0250        |
| 念 Nim     | 12             | 3⁄12               | 3⁄12               | 6⁄12               | 3:1 (3:1)                                  | -0.0250        |
| 丫攤 Tan   | 12             | 6⁄12               | 3⁄12               | 3⁄12               | 1:2 (0.95:2)                               | -0.0125        |
| 射三紅 SSH | 4              | 3⁄4                | 0⁄4                | 1⁄4                | 1:3 (0.95:3)                               | -0.0125        |

- Tiền thắng cho mỗi lần đặt cược được xác định bởi tỷ lệ cược thực sự. Tỷ lệ thắng cho mỗi loại cược được xác định bằng cách xem xét tổng số cược tối đa trong loại cược đó và liệu có bao nhiêu cược trong số đó sẽ thắng, thua hoặc hòa; tổng tỷ lệ cược cho bất kỳ cược đơn nào (thắng + thua + hòa) luôn là một. Tiền thắng cho mỗi lần đặt cược được tính như sau Tỷ lệ thua/Tỷ lệ thắng, (sau khi đã trừ tiền phế cho sòng bạc). Tỷ lệ cược của các vị trí "Hòa" hoặc phụ chỉ ảnh hưởng đến việc tính toán Tiền thắng bằng cách giảm số lần đặt cược thua vì khi kết quả là Hòa, tiền cược ban đầu được trả lại mà không bị mất.

Ví dụ: Đặt cược "Fan" vào một vị trí duy nhất chỉ thắng 1⁄4 mỗi lần, tức là chỉ khi vị trí cụ thể đó được chọn; do đó, có 3⁄4 cơ hội thua cuộc. Tiền thắng là (3/4)⁄(1/4) = 3 (chưa trừ tiền phế cho sòng bạc). Giả sử tiền phế cho sòng bạc là 5%, khoản thanh toán cuối cùng cho chiến thắng của "Fan" là 95% của 3× hoặc 2,85× số tiền đặt cược. Tương tự, tỷ lệ thắng cược "Tan" là 6⁄12 và tỷ lệ thua cược "Tan" là 3⁄12 (tỷ lệ hòa 3⁄12), nên Tiền thắng là(3/12)⁄(6/12) = 1⁄2, (chưa trừ tiền phế cho sòng bạc). 
- Lợi nhuận ròng là kết quả của tỷ lệ thắng và khoản thanh toán cuối cùng (sau khi thực hiện trừ tiền phế cho sòng bạc), trừ đi tỷ lệ thua. Một lần nữa, tỷ lệ Hòa không được xem xét. Ví dụ: đối với cược "Fan", Lợi nhuận ròng là {\displaystyle {\frac {1}{4}}\cdot {2.85}-{\frac {3}{4}}=-0.0375}, có nghĩa là trung bình sòng bạc nhận được 3,75% lợi nhuận cho mỗi lần đặt cược "Fan". Ngược lại, đối với cược "Tan", Lợi nhuận ròng là {\displaystyle {\frac {6}{12}}\cdot {\frac {0.95}{2}}-{\frac {3}{12}}=-0.0125}, có nghĩa là trung bình sòng bạc nhận được 1.25% lợi nhuận cho mỗi lần đặt cược "Tan".

## Trong văn hóa đại chúng
- Con đường hẹp nhất ở Bắc Mỹ, chỉ rộng 90 xentimét (35 in) ở Khu phố Tàu của Victoria, British Columbia, tên là Fan Tan Alley[21][22]
- Rodgers và Hammerstein đã viết bài hát "Fan Tan Fannie" cho vở nhạc kịch Flower Drum Song năm 1958, mặc dù vở kịch và bộ phim tiếp theo năm 1961 không liên quan đến trò chơi.[23][24][25]
- Năm 2005, tiểu thuyết Fan-Tan dựa trên các khái niệm được phát triển bởi nam diễn viên Marlon Brando và đạo diễn Donald Cammell.[26] Cặp đôi bắt đầu làm việc vào năm 1979, làm việc cùng nhau trong 8 tháng và tìm ra lời thoại thông qua diễn xuất. Cammell đã chuẩn bị một cuốn tiểu thuyết chưa hoàn chỉnh vào năm 1982, nhưng Brando đã rút khỏi dự án vào năm 1986;[27] nhà xuất bản sau đó đã thuê David Thomson để thu thập tài liệu và hoàn thành cuốn tiểu thuyết sau cái chết của cả Marlon Brando và Donald Cammell.[28]
- Phần thứ ba của loạt phim truyền hình GLOW lấy bối cảnh tại Khách sạn và Sòng bạc hư cấu Fan-Tan. Trong chương trình, Fan-Tan ở Las Vegas. Tuy nhiên, ngoại cảnh của GLOW được quay tại một khách sạn gần Sân bay quốc tế Ontario ở California.[29][30]